# WASP-26b
WASP-26b es un exoplaneta de tipo Júpiter caliente a 0,004 UA y 824 años luz de la tierra. Ubicada en la constelación de Cetus, fue descubierto en el año 2010 mediante al programa Spitzer Exoplanet Target of Opportunity. WASP-26b orbita la estrella WASP-26 (una enana de tipo espectral G) con un periodo de 2,7566 días, demostrando un tránsito detectable.